# Марселінью
Марселінью  (порт. Marcelinho, 9 листопада 1974) — бразильський волейболіст, олімпійський медаліст.

## Виступи на Олімпіадах
| Олімпіада   | Дисципліна | Місце |
| ----------- | ---------- | ----- |
| Сідней 2000 | волейбол   | 6     |
| Пекін 2008  | волейбол   | 2     |